# Фёдор II Годунов
Фёдор II Борисович (1589 — 10 (20) июня 1605) — второй русский царь из рода Годуновых (с 13 (23) апреля по 1 (11) июня 1605 года). Имел самый короткий срок правления среди всех мужчин на российском престоле.

## Биография

### «Просвещённый царевич»
Фёдор родился в Москве 7 июня или (что более вероятно) 18 мая 1589 года в семье боярина Бориса Фёдоровича Годунова и его жены Марии Григорьевны, дочери Малюты Скуратова. По-видимому, крещён Феодотом ввиду того, что родился в день поминовения святого Феодота Анкирского.
Незадолго до рождения Фёдора его отец стал фактическим единовластным правителем государства. Очень рано (начиная с 1594—1595 годов) почести, равные царским, стали оказываться и малолетнему Фёдору Борисовичу (он «писался» в грамотах рядом с отцом, его имя указывалось в церемониалах приёма послов, от его имени отправлялись дипломатические подарки). С. Ф. Платонов считает, что это возвышение было связано с кончиной малолетней царевны Феодосии Фёдоровны в 1594 году, после чего пресечение московских Рюриковичей стало делом решённым, и Борис стал готовить свою династию в преемники Фёдору Иоанновичу.

«Царевич Федор, сын царя Бориса, отроча зело чудно. Благолепием цветущи, яко цвет дивный на селе от Бога преукрашен, и яко крин на поле цветущ; очи имея велики и черны; лице же бело, млечного белостию блистаяся, возрастом среду имея, телом изобилен. Научен же без отца своего книжному сочетанию, в ответах дивен и сладкоречив велми; пустотное и гнилое слово никогда из его уст не исхождало; о вере же и о поучении книжном со усердием прилежаше»— И. М. Катырев-Ростовский
После вступления отца на престол (1598) Фёдор стал царевичем и наследником, принимал участие в торжественном вступлении отца в столицу 30 апреля. В 1599 году 10-летний царевич собственноручным письмом известил монахов Троице-Сергиева монастыря о болезни отца, который не смог к ним приехать. Привлекался к государственным обязанностям (уже в 9-летнем возрасте имел собственную государственную печать), регулярно заседал в Боярской думе, принимал послов, в том числе женихов сестры Ксении — Густава Шведского и Иоанна Датского, участвовал в судебной и благотворительной деятельности отца (в частности, во время голода 1601—1603 годов).
Воспитанием царевича руководил «дядька» Иван Чемоданов. Получил прекрасное образование, готовился отцом в «просвещённые государи»; сам Борис был грамотен, но никакого книжного образования не получил. Н. М. Карамзин называет его «первым плодом Европейского воспитания в России». Несмотря на это, оппозиция распускала в России и за рубежом слухи о болезненности и слабоумии наследника.

### Невесты Фёдора
Известно, что в 1601 году английская королева Елизавета I предлагала Фёдору руку своей родственницы Анны Стэнли, но этот брак не был заключён.
После этого и по мере приближения совершеннолетия Фёдора Борис начал искать для сына невесту (и заодно очередного жениха для дочери) в православной Грузии, в царстве Картли. Дворянин Ближней Думы Михайло Татищев, отбывший из Москвы в мае 1604 года и прибывший в Грузию в августе того же года, имел поручение привезти в Москву дочь карталинского царя Георгия X и его жены Мариам (урожд. Дадиани) царевну Елену, или Гульчар, а также убедить Георгия X перейти в подданство России. Сохранилось оставленное Татищевым описание царевны. Вот его пересказ в XI томе «Истории Государства Российского» Н. М. Карамзина:
Елену видел я в шатре у Царицы: она сидела между матерью и бабкою на золотом ковре и жемчужном изголовье, в бархатной одежде с кружевами, в шапке, украшенной каменьями драгоценными. Отец велел ей встать, снять с себя верхнюю одежду и шапку: вымерил её рост деревцом и подал мне сию мерку, чтобы сличить с данною от Государя. Елена прелестна, но не чрезвычайно: бела и ещё несколько белится; глаза у неё чёрные, нос небольшой, волосы крашеные, станом пряма, но слишком тонка от молодости: ибо ей только 10 лет; и в лице не довольно полна.
Георгий X дал присягу, однако царевну оставил у себя до следующего российского посольства; к этому времени Фёдора уже не было в живых.
Дальнейшая судьба самой царевны неизвестна.

### «Годуновская» карта России

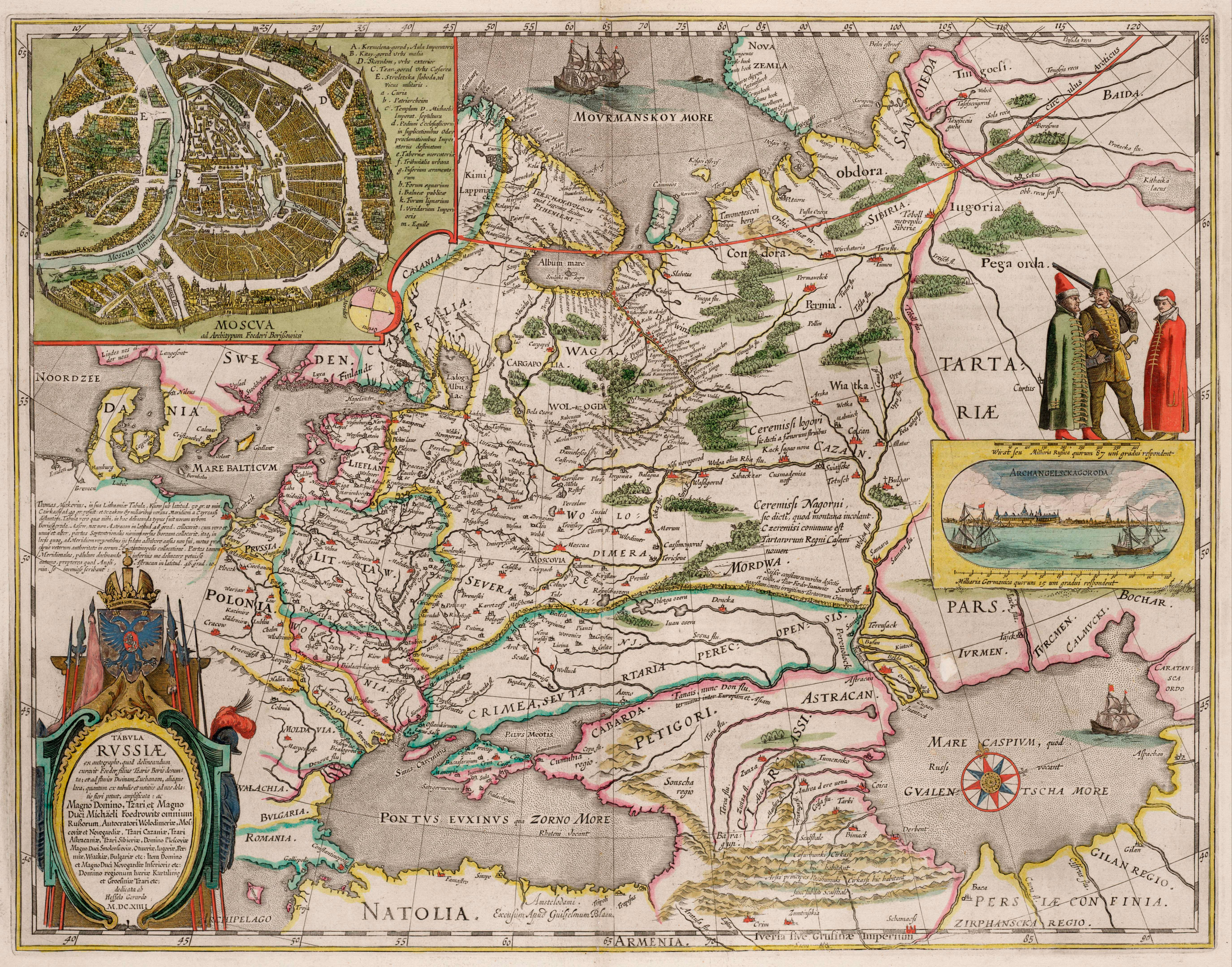
Карта России, созданная на основе чертежа 1600—1605 гг. царевича Фёдора Борисовича Годунова и изданная Герритсом в Амстердаме. 1614 год

Царевич Фёдор вошёл в историю русской картографии: им или под его руководством была составлена одна из первых собственно русских карт России (карты, подготовленные иностранными специалистами, появились ещё в XVI веке). Она была издана в Амстердаме по рукописям в 1613 году видным картографом того времени Гесселем Герритсом. Издание 1613 года — библиографическая редкость; в 1614 году было выпущено второе издание, с поправками и дополнениями. Лист, отпечатанный Герритсом, включает также врезку с планом Москвы; относительно того, приписывать ли царевичу также и план столицы, мнения историков картографии расходятся.
Карта Фёдора Годунова составлена не по геодезическим данным и содержит искажения расстояний (например, участок течения Волги от Нижнего Новгорода до Казани растянут вдвое, а участок Киев—Путивль дан в полуторном масштабе; это, по-видимому, было связано с различной трактовкой в разных регионах единиц измерения, таких как верста, или, в случае с Волгой, просто малой известностью этого региона в то время). Тем не менее карта явилась большим вкладом в картографию России того времени.
Б. А. Рыбаков в своей книге «Русские карты Московии» предполагает, что при составлении своей карты Фёдор Борисович переработал и дополнил ранний русский чертёж, датированный ориентировочно 1523 годом. Историк картографии Лео Багров считает, что карта была выполнена царевичем в качестве учебного задания и могла попасть на Запад после разгрома дома Годуновых в 1605 году, по-видимому, её привёз в Голландию Исаак Масса. По Багрову, в этой карте мало использовались, «кроме нескольких названий», русские источники (например, конфигурация Дона, Днепра и Десны указывает на то, что царевичу был недоступен составлявшийся в то же время Большой чертёж), а в основе её лежит карта России Герхарда Меркатора. Кроме того, карта, изданная Герритсом, не воспроизводит в точности чертёж Годунова, а дополнительно привлекает ряд западных источников начала 1610-х годов. По мнению Багрова, первоначальная карта Фёдора была ограничена на севере Волгой от Мологи до Нижнего, на западе — меридианом Новгорода и Смоленска, на юге — Диким Полем к югу от Засечной черты до слияния Оскола и Донца, на востоке — меридианом Пронска, а остальные регионы были добавлены на карту Массой и Герритсом по другим источникам.
«Карта Годунова» получила популярность в Европе; с 1632 года гравёрная доска карты Герритса перешла к Виллему Блау, и в дальнейшем карта неоднократно переиздавалась с его подписью без каких-либо изменений вплоть до 1665 года, а также включалась в несколько изданий «Путешествия» Адама Олеария.

### Царствование
Обстоятельства, при которых Фёдор Борисович вступил на московский престол, оказались слишком неблагоприятны для того, чтоб его царствование было долгим и счастливым. Его отец внезапно скончался в разгар войны с двинувшимся на Москву Лжедмитрием I. Присяга, принесённая царю, включала также имена его матери Марии и сестры Ксении Борисовны, а также клятву «не хотеть на царство» Симеона Бекбулатовича и «злодея, именующего себя Дмитрием». Такая формулировка (в ней имя Григория Отрепьева упомянуто не было) дала основания народу считать, что Годуновы отказались от версии, согласно которой самозванец — это Отрепьев, и подозревать, что он настоящий царевич Дмитрий.
16-летний Фёдор не имел никакого опыта командования войсками и был вынужден положиться на семейство Басмановых, которые уже нанесли Лжедмитрию первые серьёзные поражения. В войсках под крепостью Кромы, где засели союзные Лжедмитрию казаки во главе с атаманом Корелой, остались также Василий и Иван Голицыны, Михаил Глебович Салтыков и Иван Иванович Годунов (троюродный брат царя Фёдора). В правительство вошли князья Фёдор Иванович Мстиславский, Василий и Дмитрий Ивановичи Шуйские, которых новый царь вызвал обратно из действующей армии в Москву; сыскными делами, как и при Борисе, ведал троюродный дядя царя Фёдора Семён Годунов. С целью обеспечить лояльность населения правительство Фёдора раздавало огромные подарки «на помин души» царя Бориса, а также объявило амнистию сосланным при Борисе; среди вернувшихся в Москву был двоюродный дядя Фёдора Богдан Бельский, впоследствии сыгравший решающую роль при его аресте.
Предпринятые меры не дали желанных результатов, в частности, опытный старейшина Боярской думы Ф. И. Мстиславский с самого начала вёл двойную игру, в результате чего Семён Годунов распорядился даже тайно умертвить его, но это не было осуществлено из-за быстрого краха династии.

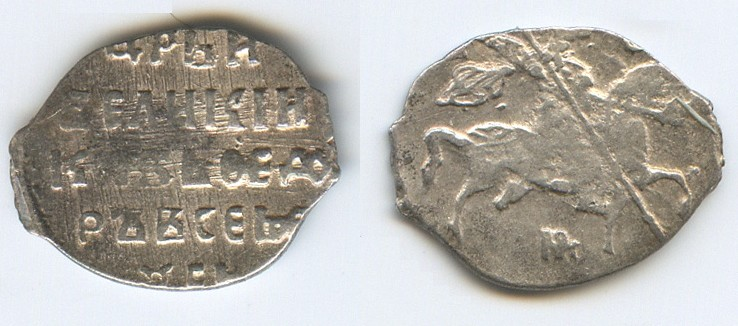
Монета, предположительно отчеканенная при Фёдоре Борисовиче, с именем «Фёдор» и аверсом образца монет Бориса Годунова

Во время 47-ми дней царствования Фёдора была предпринята одна важная внутригосударственная мера: учреждён Каменный приказ (аналог министерства строительства), ведавший каменным строительством Московского государства. Ему подчинялись все мастера каменных дел, известковые и кирпичные заводы в Москве. Учреждение контролировало бюджет городов, где «белый камень добывался».
Нет точных данных о том, успел ли начать Фёдор Годунов, несмотря на краткость правления, чеканку собственной монеты. По одной из версий, для его монет использовалось сочетание реверса чекана царствования Фёдора Ивановича, где было указано только имя («Царь и великий князь Фёдор всея Руси») и аверса чекана времени царствования Бориса Годунова. Если это так, то он стал единственным царём, для монет которого не было изготовлено специального штемпеля. На ряде сохранившихся монет с аверсом времени Бориса Годунова на реверсе указано «Фёдор Иванович». Такие монеты с именем «Фёдор» и отчеством «Иванович» чеканились в кратковременное междуцарствие Фёдора Годунова и Лжедмитрия политическими силами, не признававшими Годуновых, а выступавших от имени последнего законного царя Рюриковича — Фёдора Ивановича.
Фёдор Борисович был единственным московским царём (не считая фактически не правившего Владислава Сигизмундовича), над которым не был совершён обряд венчания на царство.

### Измена и битва при Кромах
Получивший фактически верховное командование воевода Пётр Фёдорович Басманов прибыл в ставку под осаждёнными Кромами 17 апреля вместе с митрополитом Новгородским Исидором с целью привести войска к присяге новому царю. Поскольку Басманов не был родовым боярином, формальным главным воеводой по правилам местничества был назначен князь Михаил Катырев-Ростовский. Фёдор Годунов обещал войскам щедрое вознаграждение по истечении, как записал иностранец, «шестинедельного траура» (то есть сороковин) по отцу.
В ставке произошёл раскол: не всё войско приняло присягу, и часть в первые же дни перешла к самозванцу; начались внутренние стычки в лагере, стороны использовали боевые кличи «Дмитрий» и «Фёдор» соответственно. Сторону самозванца взяли рязанские, тульские, каширские, алексинские и севские дворяне, прежде всего рязанцы Прокопий и Захарий Ляпуновы, впоследствии известные деятели Смуты. 7 мая Басманов изменил царю Фёдору. Среди его поводов была тяжба с родичем царя Семёном Годуновым из-за местничества: Годунов поставил его в подчинение своему зятю князю А. А. Телятевскому, хотя дед Телятевского был в подчинении у отца Басманова Фёдора, знаменитого фаворита Ивана Грозного, и Пётр Басманов заявил, что предпочитает смерть такому позору. На сторону Лжедмитрия вместе с ним перешли также Голицыны и Михаил Салтыков; по другим данным, Салтыков был пленником; Василий Голицын приказал связать себя, делая вид, что его берут в плен. Остаток войск, оставшихся верными Годуновым, был разбит изменниками в союзе с казаками Корелы (битва при Кромах), Иван Иванович Годунов был взят в плен и отправлен в ставку самозванца в Путивль, а Михаил Катырев-Ростовский, Андрей Телятевский и Семён Чемоданов, оставив войско, бежали к Москве. Конрад Буссов в «Московской хронике» представляет ситуацию так, что верными Фёдору остались только наёмники-немцы, которых он по возвращении в Москву якобы щедро одарил за верность и публично объявил «самыми верными и постоянными».
В направленном в Москву после этого события «прелестном письме» Лжедмитрий, титулуя себя уже не царевичем, а царём; называл Фёдора своим «изменником». Годуновы распорядились предавать распространителей послания самозванца пыткам и казни. По свидетельству голландца Исаака Массы, семейство Годуновых после поражения при Кромах затворилось в Кремле, опасаясь москвичей больше, «нежели неприятеля или сторонников Дмитрия».

### Низложение и убийство

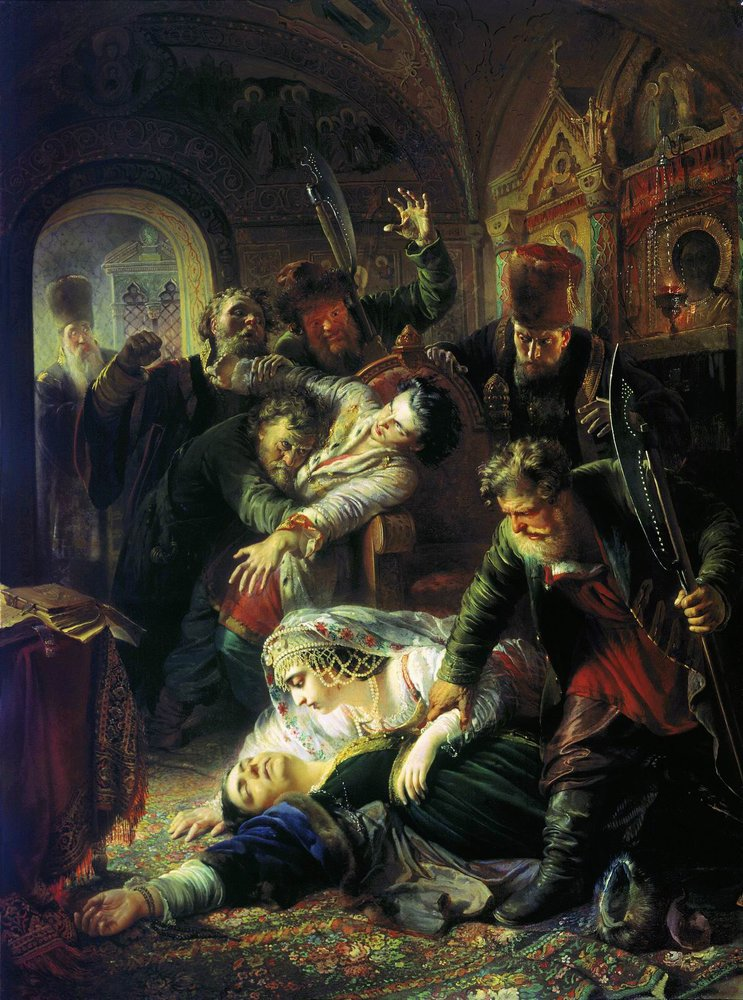
Убийство Фёдора Годунова. Картина К. Е. Маковского (1862)

В подмосковное Красное Село из Тулы прибыли Наум Плещеев и Гаврила Пушкин, сторонники приближавшегося Лжедмитрия; при поддержке красносельцев, восстание которых перекинулось на Москву; они приехали в столицу и огласили послание самозванца с Лобного места 1 июня. В тот же день москвичи, при попустительстве боярского правительства, арестовали Фёдора II, его мать и сестру Ксению в Кремле, причём они содержались не в царских палатах, а «на собственном дворе Бориса»; новым царём был провозглашён Лжедмитрий под именем Дмитрия Ивановича. Вместе с царской семьёй были арестованы и другие Годуновы, а также их родственники Сабуровы и Вельяминовы. Москву в это время, воспользовавшись ситуацией, фактически контролировал от имени «Дмитрия Ивановича» Богдан Бельский, двоюродный брат Марии Годуновой. Бельский всенародно поклялся москвичам, что именно он спас царевича Дмитрия в Угличе. Самозванец не мог ему доверять, как родственнику Годуновых, и вскоре заменил на присланного из Тулы Василия Васильевича Голицына.

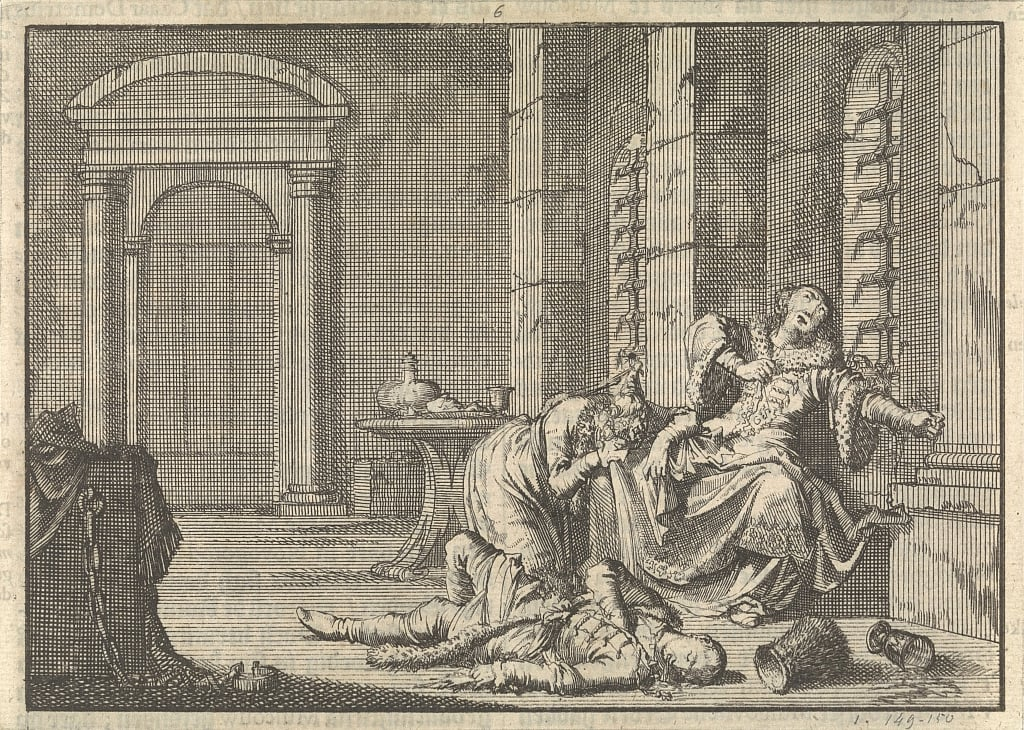
Смерть царя Фёдора Годунова, кисти Питера ван дер Аа, 1698 г.

Незадолго до вступления Лжедмитрия в Москву низложенный царь и его мать были задушены или зарезаны в своём кремлёвском доме. Согласно «Московской хронике» Конрада Буссова, находившийся в Серпухове Самозванец ставил ликвидацию Годуновых условием, при котором он соглашался прибыть в столицу; причём это распоряжение было не секретным, а передано москвичам в открытом послании. После ареста патриарха Иова на подворье Годуновых явился со стрельцами Василий Голицын и приказал убить Фёдора; при этом с ним были князь Мосальский, дьяки Молчанов и Шерефединов. Однако, по словам бывшего в то время в Москве шведа Пера Эрлесунда (Петра Петрея), непосредственным исполнителем убийства был подьячий Иван Богданов, якобы тайно присланный для этого в Москву. Крепкий и сильный юноша, Фёдор оказал сопротивление убийцам, которые вчетвером едва справились с ним. Официально было объявлено, что Фёдор и его мать отравились; однако их тела, выставленные на всеобщее обозрение, имели следы борьбы и насильственной смерти, как свидетельствует Петрей: «и следы от верёвки, которой они были задушены, я видел собственными глазами вместе со многими тысячами людей».
Тела Фёдора и Марии Годуновых, вместе с извлечённым из гробницы в Архангельском соборе телом умершего 13 апреля Бориса Годунова, были захоронены по приказу Лжедмитрия безо всяких почестей во второстепенном московском женском Варсонофьевском монастыре. В 1606 году по распоряжению царя Василия Шуйского останки семьи Годуновых торжественно перенесли в Троице-Сергиев монастырь (гроб Фёдора Борисовича несли 20 бояр), где в особой усыпальнице (возведённой в 1783 году) они покоятся и сейчас.
В 1945 году гробница Годуновых была вскрыта антропологом М. М. Герасимовым, но захоронение оказалось ранее потревоженным грабителями — кости и содержимое гробов было перемешано, черепа не сохранились:302 и лица представителей династии Годуновых методом антропологической реконструкции оказалось невозможным восстановить.

## Оценка
Современники (русские и иностранные), а также многие историки расценивали Фёдора, его мать и сестру как невинных жертв преступного властолюбия Бориса Годунова, покаранного Богом за убийство царевича Дмитрия (такая точка зрения выражена уже в анонимном «Ином сказании» времён Василия Шуйского: «О, ослепление, о его неистовства, о многие окаянства… Где его супруга и любимые чада? Кто может его жену и чад отнять у палача?»). Афористичная формулировка такого подхода принадлежит Н. М. Карамзину:
Сын естественно наследовал права его, утвержденные двукратною присягою, и как бы давал им новую силу прелестию своей невинной юности, красоты мужественной, души равно твердой и кроткой; он соединял в себе ум отца с добродетелию матери и шестнадцати лет удивлял вельмож даром слова и сведениями необыкновенными в тогдашнее время: первым счастливым плодом Европейского воспитания в России; рано узнал и науку правления, отроком заседая в Думе; узнал и сладость благодеяния, всегда употребляемый родителем в посредники между законом и милостию. Чего нельзя было ожидать Государству от такого Венценосца? Но тень Борисова с ужасными воспоминаниями омрачала престол Феодоров: ненависть к отцу препятствовала любви к сыну... «Святая кровь Димитриева, — говорят Летописцы, — требовала крови чистой, и невинные пали за виновного, да страшатся преступники и за своих ближних!» Многие смотрели только с любопытством, но многие и с умилением: жалели о Марии, которая, быв дочерью гнуснейшего из палачей Иоанновых и женою святоубийцы, жила единственно благодеяниями, и коей Борис не смел никогда открывать своих злых намерений; еще более жалели о Феодоре, который цвел добродетелию и надеждою: столько имел и столько обещал прекрасного для счастия России, если бы оно угодно было Провидению!
В наше время, когда царь Борис в значительной степени исторически «реабилитирован», такой взгляд кажется упрощённым, однако то, что Фёдор, всесторонне подготовленный к престолу талантливый и образованный юноша, заслуживал лучшей участи и мог стать одним из выдающихся русских государей, едва ли ставится под сомнение. Политический хаос Смутного времени поглотил многие прогрессивные начинания Бориса Годунова вместе с его наследником, который, возможно, был бы достойным продолжателем отцовской политики.

## В искусстве

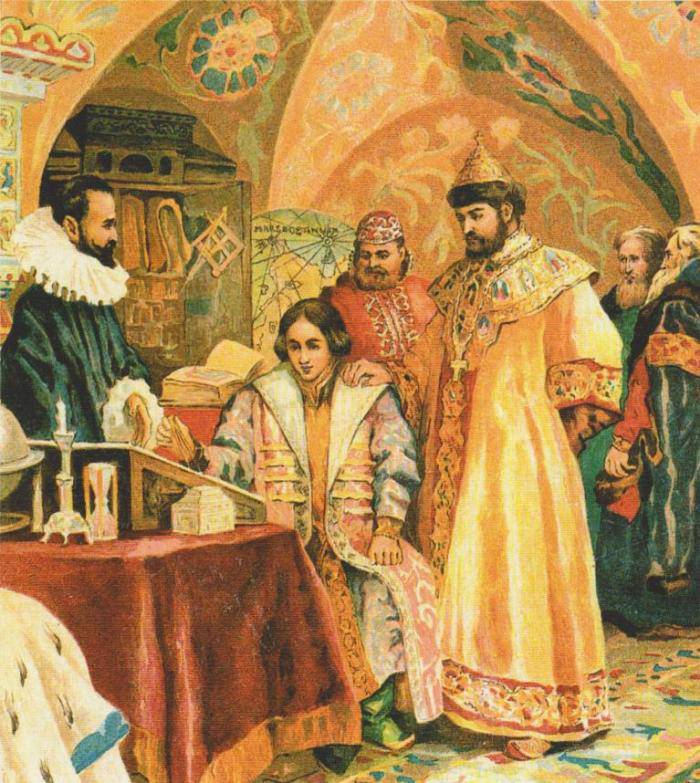
Борис Годунов наблюдает за учением сына-географа. Н. Некрасов, XIX в.

### В литературе
Фёдор является одним из центральных персонажей в пьесе А. С. Пушкина «Борис Годунов», где изображён за созданием географической карты:

Царь.
А ты, мой сын, чем занят? Это что?
Феодор.
Чертеж земли московской; наше царство
Из края в край. Вот видишь: тут Москва,
Тут Новгород, тут Астрахань. Вот море,
Вот пермские дремучие леса,
А вот Сибирь…

В финале пьесы изображено убийство Фёдора и его матери — именно в ответ на известие о том, что они «отравили себя ядом», следует восходящая к Карамзину знаменитая ремарка, завершающая пьесу — «Народ безмолвствует». В первоначальной редакции народ отвечал: «Да здравствует царь Дмитрий Иванович». В изображении фактической стороны дела Пушкин следует за Карамзиным.
В пьесе А. К. Толстого «Царь Борис» (1868) царевич Фёдор впервые появляется в общении с сестрой Ксенией и женихом сестры — Иоанном Датским (который в пьесе называется «Христианом» и выведен со значительной долей вымысла), причём они обсуждают историю России и излагают излюбленные идеи А. К. Толстого об изначальном «европеизме» древней России и наносных татарских обычаях. В предсмертном бреду Христиан обвиняет Бориса в преступлении, чем зароняет в душу царевича сомнения. Фёдор в пьесе постоянно мечтает о военных подвигах. В другой вымышленной сцене Борис, уже в разгар войны с Лжедмитрием незадолго до смерти, предлагает Фёдору венчать его на царство, тот отказывается, после чего Борис почти признаётся сыну в убийстве царевича.
Фёдор Годунов является одним из персонажей цикла фантастических произведений Валерия Елманова «Эффект стрекозы».
Также Фёдор Годунов является главным героем трилогии в жанре альтернативной истории «Царь Фёдор», которую написал Роман Злотников.

### В музыке
В опере М. Мусоргского «Борис Годунов» роль царевича Феодора Годунова — травестийная (предназначена для исполнения женщиной, вокальная партия написана для голоса меццо-сопрано).

### В кинематографе
- «Борис Годунов» (1954) — Г. Алахвердо
- «Борис Годунов» (1986, реж. Сергей Бондарчук) — Фёдор Бондарчук
- «Борис Годунов» (1987) — Анатолий Суханов
- «Борис Годунов» (1989) — Урос Александрик
- «1612: Хроники смутного времени» (2007) — Макар Запорожский
- «Борис Годунов» (2011) — Захар Хунгуреев

### На телевидении
- «Годунов» (2018) — Илья Ильиных[48][49]

## Комментарии
1. ↑  Ошибочное указание Карамзина на то, что у Георгия X помимо сына Луарсаба была ещё только одна дочь — невеста Фёдора Елена (тогда как у Георгия X было, по крайней мере, три дочери) привело к тому, что Елену стали идентифицировать с другой дочерью Георгия X — Тинатин (? — после 1614), ставшей с именем Пери Лела Фатима Султан Бегум в 1607 (?) году девятой женой персидского шаха Аббаса I[источник не указан 947 дней]. Эта версия изложена, в частности, в романе-эпопее «Великий Моурави» А. А. Антоновской.